# Cracker Island
Cracker Island je osmé studiové album skupiny Gorillaz, které vyšlo 24. února 2023. Na albu spolupracovali umělci jako Stevie Nicks, Adeleye Omotayo, Thundercat, Tame Impala, Bad Bunny, Bootie Brown nebo Beck. 

## Seznam skladeb
Všechny skladby napsal(i) Damon Albarn a Greg Kurstin, pokud není uvedeno jinak. 
| Pořadí         | Název                                         | Délka |
| -------------- | --------------------------------------------- | ----- |
| 1.             | Cracker Island (spolu s Thundercatem)         | 3:33  |
| 2.             | Oil (spolu se Stevie Nicks)                   | 3:50  |
| 3.             | The Tired Influencer                          | 3:31  |
| 4.             | Silent Running (spolu s Adeleye Omotayo)      | 4:26  |
| 5.             | New Gold (spolu s Tame Impala a Bootie Brown) | 3:35  |
| 6.             | Baby Queen                                    | 3:40  |
| 7.             | Tarantula                                     | 3:31  |
| 8.             | Tormenta (spolu s Bad Bunnym)                 | 3:13  |
| 9.             | Skinny Ape                                    | 4:41  |
| 10.            | Possession Island (spolu s Beckem)            | 3:26  |
| Celková délka: | Celková délka:                                | 37:26 |

| Bonusová skladba na japonském vydání alba | Bonusová skladba na japonském vydání alba    | Bonusová skladba na japonském vydání alba |
| Pořadí                                    | Název                                        | Délka                                     |
| ----------------------------------------- | -------------------------------------------- | ----------------------------------------- |
| 11.                                       | Crocadillaz (spolu s De La Soul a Dawn Penn) | 2:33                                      |
| Celková délka:                            | Celková délka:                               | 39:59                                     |